# Chachaura-Binaganj
Chachaura-Binaganj is een nagar panchayat (plaats) in het district Guna van de Indiase staat Madhya Pradesh. 

## Demografie
Volgens de Indiase volkstelling van 2001 wonen er 17.303 mensen in Chachaura-Binaganj, waarvan 53% mannelijk en 47% vrouwelijk is. De plaats heeft een alfabetiseringsgraad van 67%. 